# Digitaria intecta
Digitaria intecta är en gräsart som beskrevs av Otto Stapf. Digitaria intecta ingår i släktet fingerhirser, och familjen gräs. Inga underarter finns listade i Catalogue of Life.